# راندولف كروسلي
راندولف كروسلي (بالإنجليزية: Randolph Crossley)‏ هو سياسي أمريكي، ولد في 10 يوليو 1904 في كوبيرتينو في الولايات المتحدة، وتوفي في 23 فبراير 2004 في مونتيري في الولايات المتحدة. حزبياً، نشط في الحزب الجمهوري. وقد انتخب عضو مجلس النواب في هاواي.